# Île Lagrange
Die Île Lagrange, auch bekannt als Lagrange Island, ist eine kleine und felsige Insel vor der Küste des ostantarktischen Adélielands. Sie liegt 600 m nordnordöstlich des Kap Mousse.
Teilnehmer einer von 1950 bis 1951 dauernden französischen Antarktisexpedition kartierten die Insel und benannten sie nach dem in Frankreich tätigen italienischen Mathematiker Joseph-Louis Lagrange (1736–1813).